# Cruz del Carmen

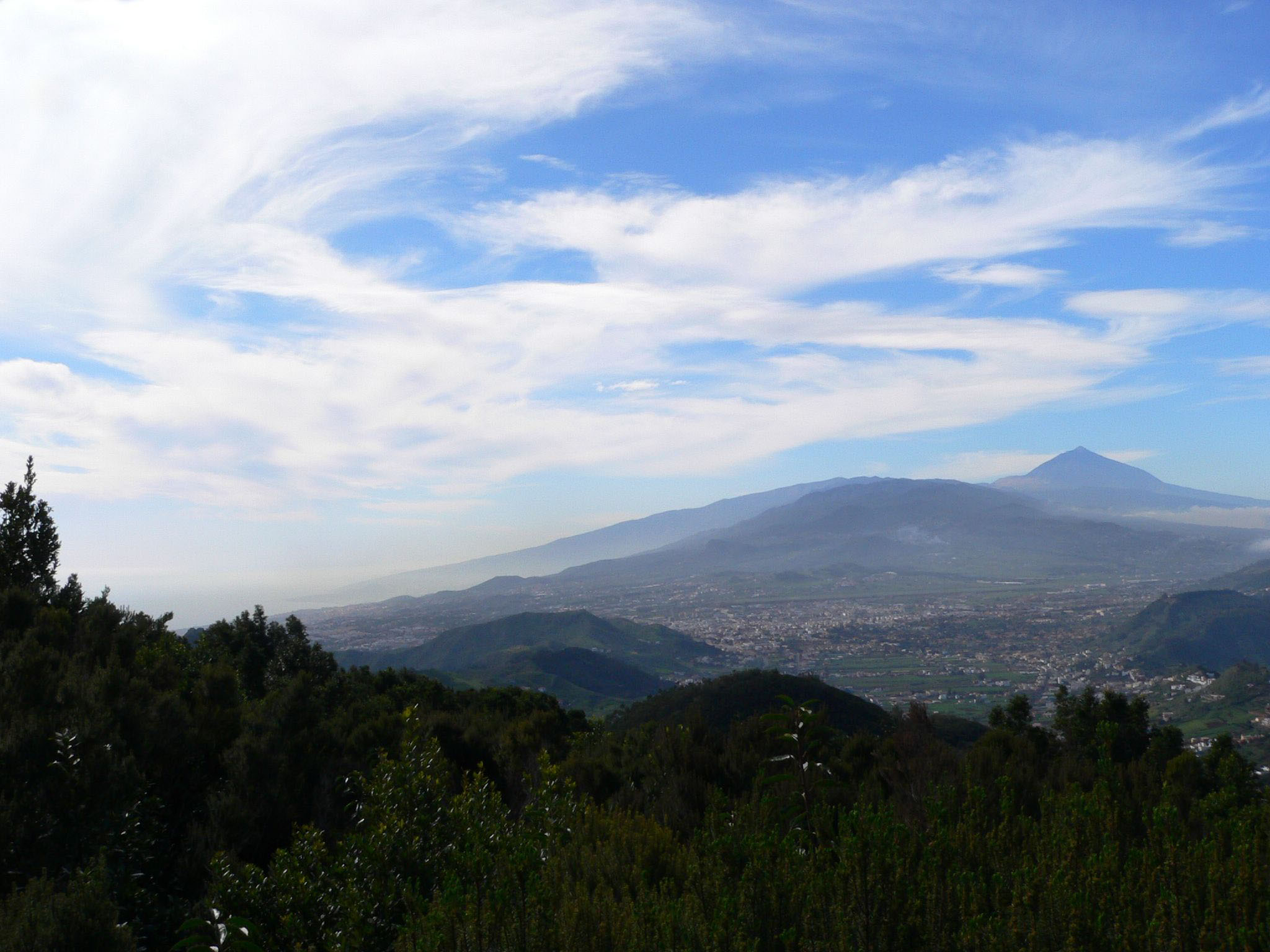
La Laguna y El Teide vistos desde el mirador.

La Cruz del Carmen es un viejo cruce de caminos situado a 920 m s. n. m. en el macizo de Anaga, dentro del parque rural de Anaga en el municipio de San Cristóbal de La Laguna (Canarias, España). Conectaba los caseríos de los altos de Anaga con La Laguna, antigua capital de la isla; siendo, por tanto, la llave de acceso a los recursos del monte y la puerta por donde salían sus productos. 
El lugar es el punto de partida de distintas rutas y en él se ubica un mirador construido en 1934. Desde este mirador se puede contemplar la ciudad de San Cristóbal de La Laguna, el Teide y parte de la zona este de la isla. Junto al mirador se encuentra la Ermita de Nuestra Señora del Carmen, el Centro de Visitantes de Anaga, inaugurado en 1995, y el Mercadillo del Agricultor de Cruz del Carmen.

## Ermita de Nuestra Señora del Carmen

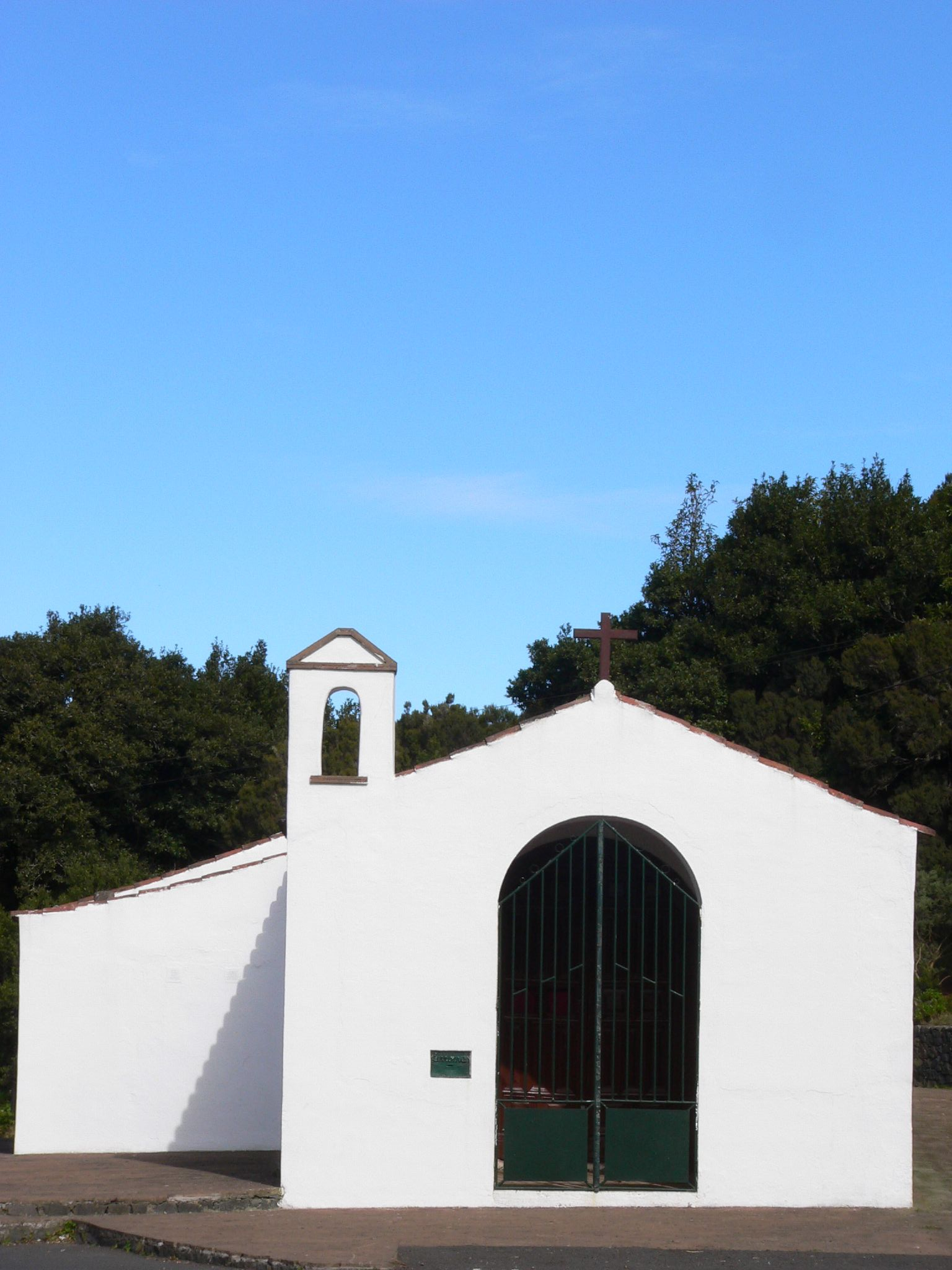
Ermita de Nuestra Señora del Carmen.

En 1836 se colocó la cruz que da nombre a este lugar para bendecir a los caminantes que pasaban por este cruce de caminos. Ya a finales del siglo XIX, en el lugar donde se encontraba la cruz, se levantó una pequeña capilla. En 1961 se construiría otra capilla que posteriormente fue ampliada hasta alcanzar las dimensiones que actualmente presenta esta edificación, una ermita que está dedicada a la Virgen del Carmen.

## Transportes
Al lugar se accede por la carretera TF-12.
En autobús —guagua— queda conectado mediante las siguientes líneas de TITSA:
| Línea | Trayecto                                     | Recorrido     |
| ----- | -------------------------------------------- | ------------- |
| 076   | La Laguna-Afur (por Las Mercedes)            | Horario/Línea |
| 077   | La Laguna-El Bailadero (por Las Mercedes)    | Horario/Línea |
| 273   | La Laguna-Cruz del Carmen (por Las Canteras) | Horario/Línea |
| 275   | La Laguna-Taborno-Las Carboneras             | Horario/Línea |

## Galería

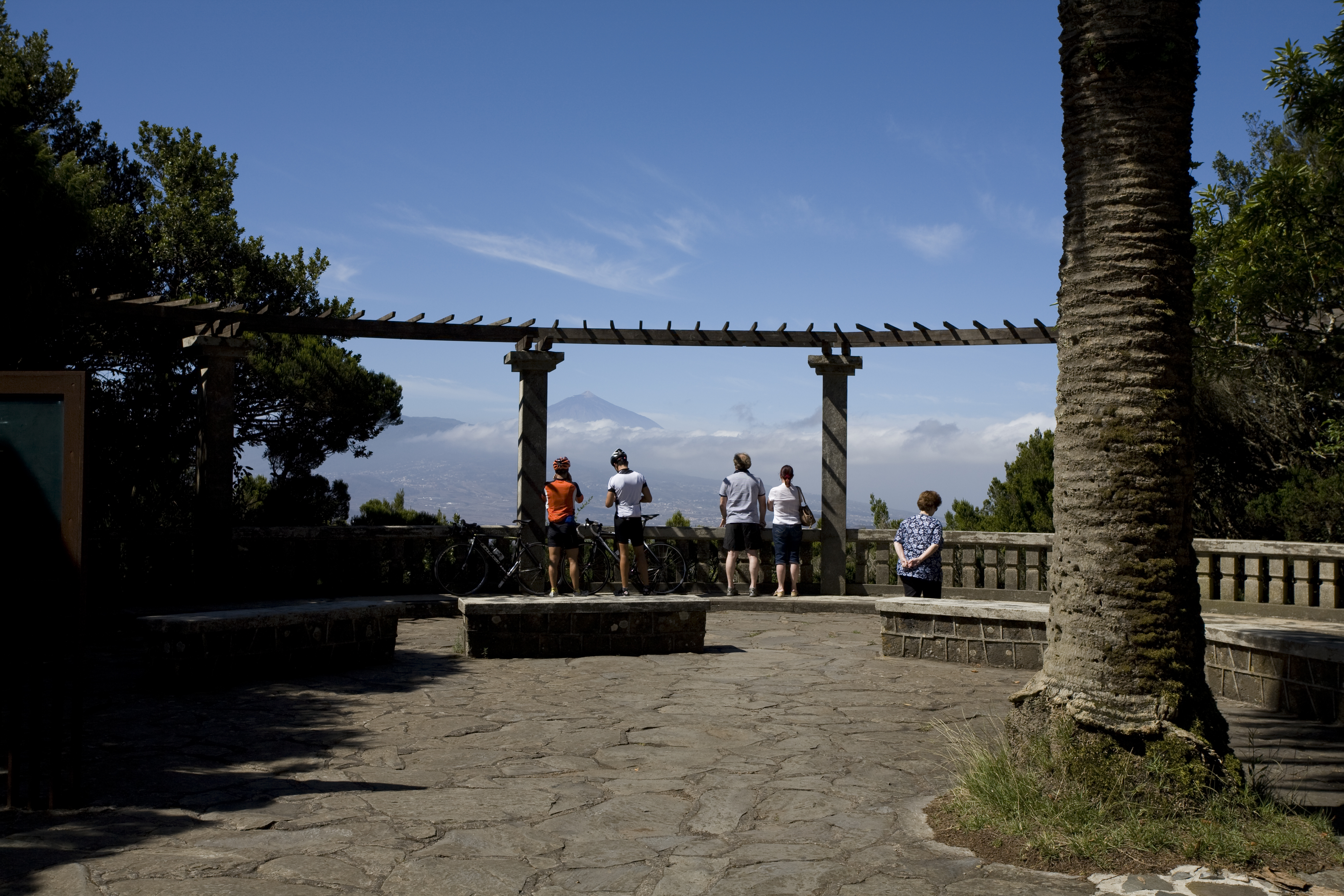
Mirador de La Cruz del Carmen.
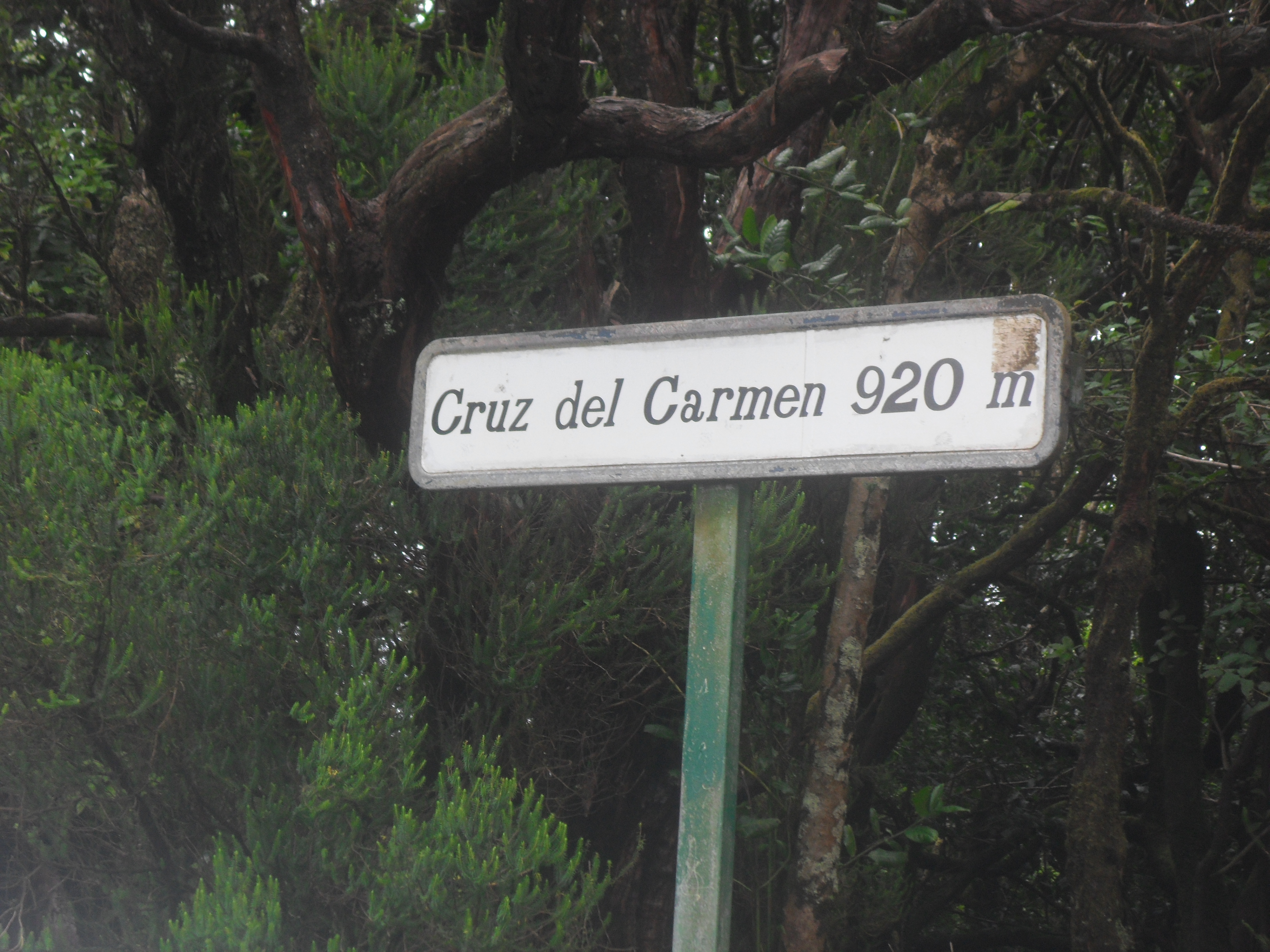
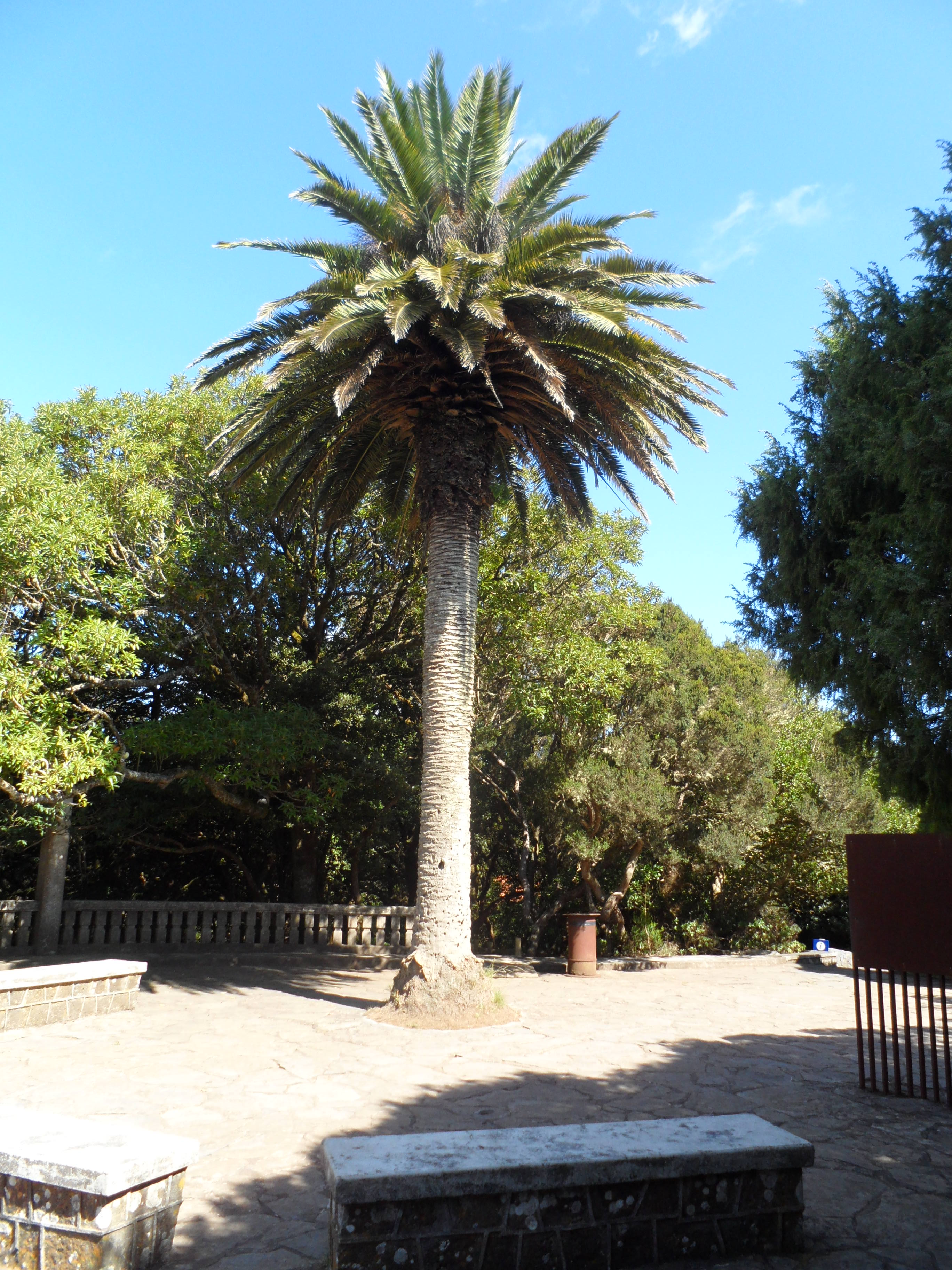
Mirador Cruz del Carmen.
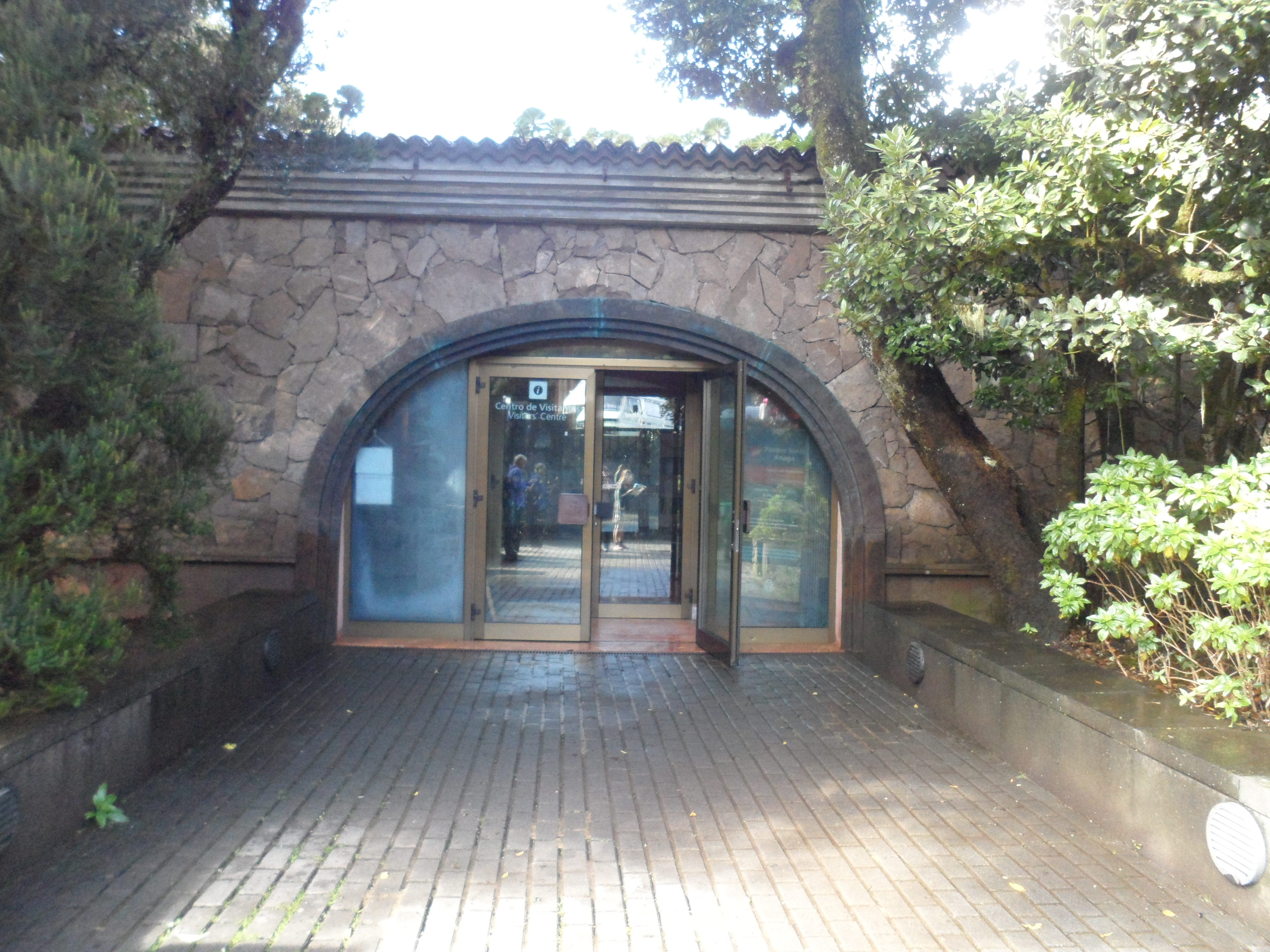
Centro Visitantes.